# Claude Guyot (Radsportler)

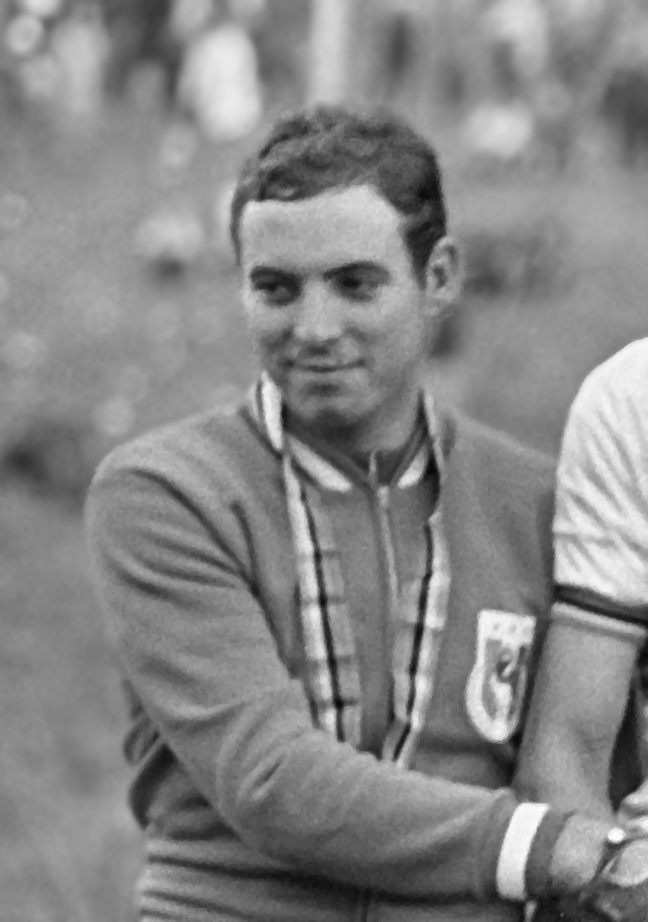
Claude Gayot, 1967

Claude Guyot (* 16. Januar 1947 in Savigny-sur-Orge, Frankreich) ist ein ehemaliger französischer Radrennfahrer.

## Sportliche Laufbahn
Claude Guyot, Bruder des ein Jahr älteren, ebenfalls Radsport betreibenden Bernard Guyot, machte 1965 erstmals als Amateurfahrer mit einem zweiten Platz beim Eintagesrennen Paris–Troyes auf sich aufmerksam. Anschließend nahm er dreimal an der Tour de l’Avenir teil, wo er 1965 Zweiter der ersten Etappe wurde, 1966 die zwölfte Etappe und 1967 die vierte Etappe gewann. 1967 erreichte er mit Rang elf auch sein bestes Tourergebnis. Zuvor hatte er 1966 beim französischen Traditionsrennen Paris–Ezy seinen ersten bedeutenden Sieg errungen. Bei den UCI-Straßen-Weltmeisterschaften 1966 auf dem Nürburgring belegte er im Straßenrennen der Amateure den 51. Platz.
Bei der 1967er WM schlug er sich besser und wurde, nur im Spurt vom Engländer Graham Webb geschlagen, Vizeweltmeister. 1967 wurde er mit der „Mérite Veldor“ geehrt, einer Auszeichnung für den besten französischen Amateur des Jahres.
Seinen ersten Sieg als Berufsfahrer feierte Guyot im Februar 1968 beim Grand Prix de Saint-Raphaël, einem französischen Eintagesrennen. Er fuhr inzwischen zusammen mit seinem Bruder für das französische Radsportteam Pelforth-Sauvage-Lejeune. In diesem Jahr gewann Claude Guyot noch die Kriterien von Auxerre und Tréguier und erreichte einen zweiten Platz beim Grand Prix von Cannes. Seine Auftritte bei den Radklassikern Paris–Tours 1968 und 1969 sowie Mailand–Sanremo 1968 brachten ihm nur Platzierungen im hinteren Bereich der Ergebnislisten ein. Lediglich bei Kriterien erreichte Guyot 1969, nachdem er zum französischen Team Sonolor-Lejeune gewechselt war, noch einmal einen ersten und einen zweiten Platz. Als Sonolor nach der Saison 1970, in der Guyot ohne nennenswerte Ergebnisse fuhr, seinen Vertrag nicht mehr verlängerte, beendete er seine Laufbahn als Berufsfahrer.

## Familiäres
Claude ist der Bruder von Bernard Guyot und Serge Guyot, die beide ebenfalls Radrennfahrer waren.